# Coccidotrophus cordiae
Coccidotrophus cordiae là một loài bọ cánh cứng trong họ Silvanidae. Loài này được Barber miêu tả khoa học năm 1928.